# Uranglasur

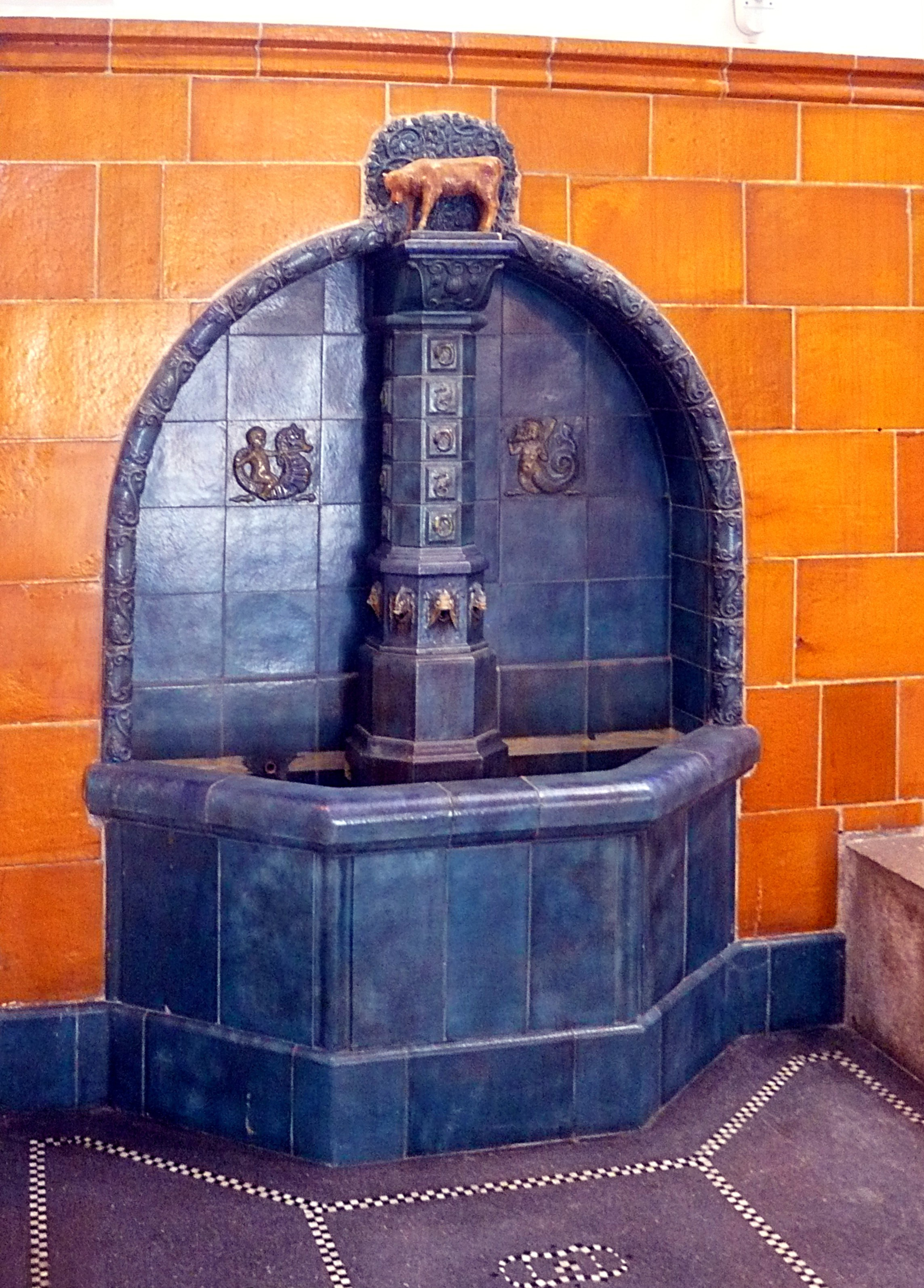
Die orangefarbenen Fliesen des Kälberbrunnens im Rathaus von Schneeberg sind mit einer Uranglasur überzogen. Ihre γ-Dosisleistung beträgt 350 nSv/h (µSv/h).

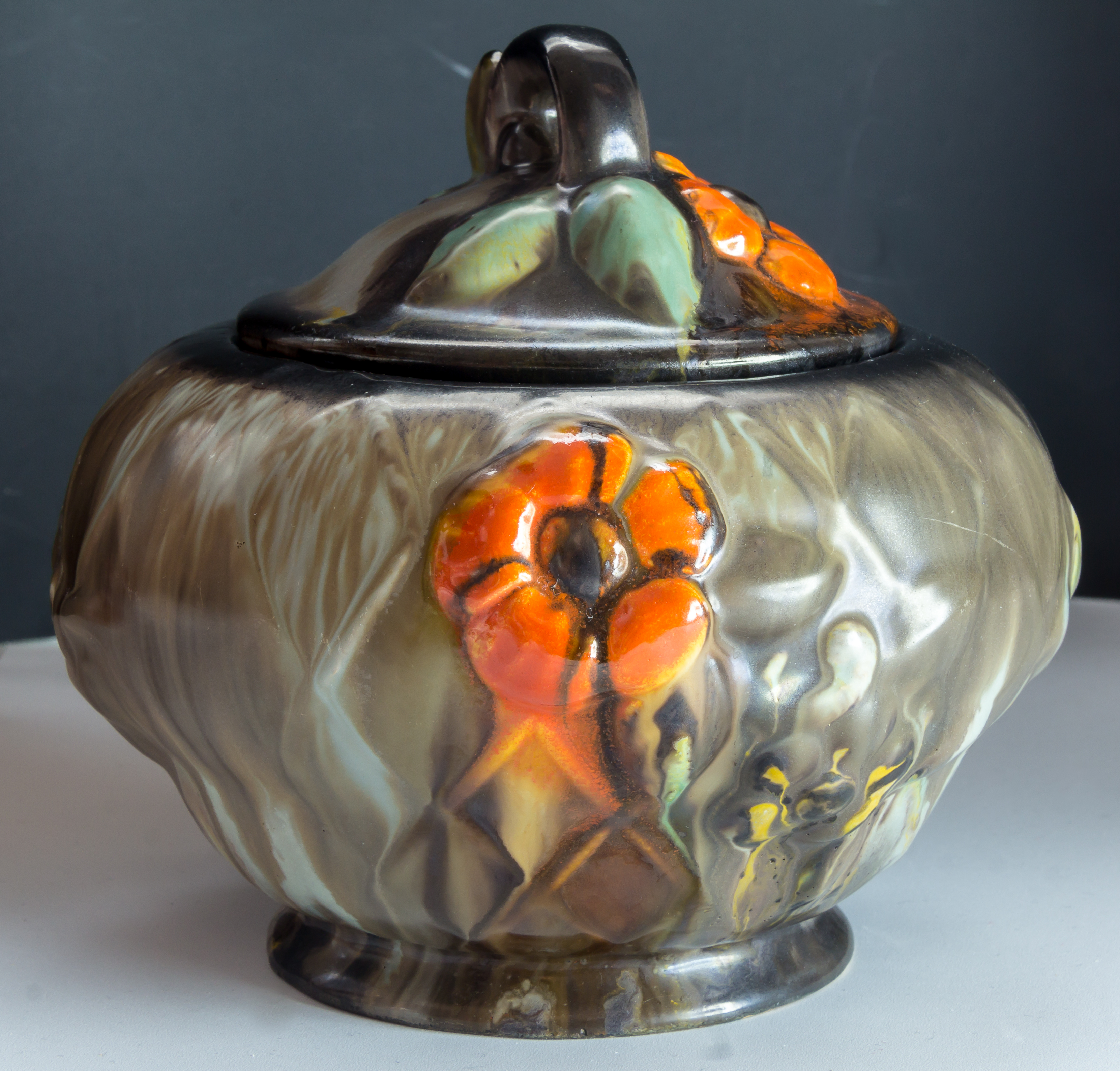
Keramik-Gebäckdose mit Uranglasur

Eine Uranglasur ist eine farbige, uranhaltige Glasur für Keramik. Sie fand in der ersten Hälfte des 20. Jahrhunderts in den USA eine große Verbreitung, wurde aber auch in Deutschland und Österreich verwendet. Seit der Zugang zum Rohstoff Uran mit Beginn des Zweiten Weltkriegs stark eingeschränkt wurde, werden Uranverbindungen kaum noch zum Färben von Keramikglasuren und Uranglas eingesetzt.

## Beschreibung
Zur Herstellung der Glasuren wurden anfänglich meist Pechblende, Natriumdiuranat und Uran(V,VI)-oxid, später auch Uran(VI)-fluorid verwendet. Je nach der chemischen Zusammensetzung der Ausgangsstoffe, der Zugabe von anderen Stoffen und der Brenntemperatur reicht die Farbe der Glasur von zitronengelb und orange über rot und grün bis braun und schwarz. Die grünen, braunen und schwarzen Schattierungen ergeben sich unter neutralen oder reduzierenden Brennbedingungen oder durch Zugabe von Oxiden der Elemente Cobalt, Chrom, Eisen oder Mangan. Die Gelb-, Orange- und Rottöne entstehen durch oxidative Brennbedingungen oder durch Zugabe von Uran zu Bleiglasuren. Cer(IV)-oxid oder Cobalt(II,III)-oxid als Zuschlagstoffe bilden eine blaue oder durchsichtig grüne Färbung.

## Geschichte
Uran wurde bereits kurz nach seiner Entdeckung durch Martin Heinrich Klaproth im Jahr 1789 zur Herstellung von Keramikglasuren und von Uranglas verwendet, aber erst die Verbesserung des Herstellungsverfahrens durch Adolf Patera Mitte des 19. Jahrhunderts förderte die rasche Verbreitung. Zwischen 1900 und 1943 wurden uranhaltige Keramiken in den USA, aber auch in Deutschland und Österreich in größeren Mengen gefertigt, was auch daran lag, dass der als Ausgangsstoff genutzte Yellowcake sehr günstig erhältlich war. Der niedrige Preis rührte daher, dass Yellowcake als Abfallprodukt bei der Gewinnung von Radium und Vanadium anfiel. Schätzungen gehen davon aus, dass in den USA zwischen 1924 und 1943 jährlich 50–150 Tonnen an Uran(V,VI)-oxid zur Herstellung von uranhaltigen Glasuren verwendet wurden. Im Jahr 1943 verhängte die US-Regierung ein Verbot über die zivile Nutzung von uranhaltigen Stoffen, welches bis 1958 Bestand hatte.
Ab 1958 verkaufte die US-Regierung sowie ab 1969 auch die United States Atomic Energy Commission abgereichertes Uran in der Form von Uran(VI)-fluorid zur zivilen Nutzung. In den 1950er- und 1960er-Jahren verzierte die Uranglasur in den USA vor allem Essgeschirr. Ein großer Produzent eines solchen Essgeschirrs war zu jener Zeit die Homer Laughlin China Company, welche dieses unter dem Markennamen Fiesta verkaufte. In Deutschland wurden Keramiken unter anderem von der Porzellanmanufaktur Rosenthal gefertigt und waren bis in die frühen 1980er-Jahre im Handel erhältlich. Des Weiteren wurde Uran auch zum Glasieren von Fliesen verwendet. Da während des Verbotes aber alternative Farbstoffe für Glasuren entwickelt wurden, welche zum Teil auch günstiger und einfacher erhältlich waren, spielt Uran inzwischen nur noch eine sehr untergeordnete Rolle als Ausgangsstoff für Glasuren, unter anderem auch im Kunstbereich. Ältere Keramikgegenstände mit Uranglasuren werden von Sammlern geschätzt und häufig auf Flohmärkten zum Verkauf angeboten. Am Berliner  U-Bahnhof Rosenthaler Platz sind auch heute noch mit Uranglasur glasierte Ziegel zu sehen.

## Gesundheitsrisiko
Mit uranhaltigen Glasuren überzogene Gegenstände weisen eine messbare Alpha-, Beta- und Gammastrahlung auf, die jedoch unter den Grenzwerten liegt und damit als zu gering eingestuft wird, um ein Gesundheitsrisiko darzustellen. An der Oberfläche können Gammastrahlen-Dosisleistungen von bis zu 2 µSv/h auftreten. Durch radioaktiven Zerfall in der Uran-Radium-Reihe gebildetes Radon (222Rn) ist so fest in der Glasur gebunden, dass es nicht entweichen kann. Durch Kontakt von Essgeschirr mit säurehaltigen Lebensmitteln wie Früchten oder Essig, aber auch durch mechanischen Abrieb können sich Uranverbindungen aus der Glasur lösen und über die Nahrung in den Körper gelangen. Es wird daher empfohlen, Keramiken mit Uranglasur nur als Sammlerstücke und nicht zum alltäglichen Gebrauch zu verwenden.